# Regmatodon densus
Regmatodon densus là một loài rêu trong họ Regmatodontaceae. Loài này được Schimp. ex Kiaer mô tả khoa học đầu tiên năm 1883.
Danh pháp khoa học của loài này chưa được làm sáng tỏ. 